# Maksar-e Vostá
Maksar-e Vostá (persiska: مکسر وسطی, Maksar-e Mīānī) är en ort i Iran.   Den ligger i provinsen Khuzestan, i den centrala delen av landet, 600 km söder om huvudstaden Teheran. Maksar-e Vostá ligger 16 meter över havet och antalet invånare är 115.
Terrängen runt Maksar-e Vostá är mycket platt. Runt Maksar-e Vostá är det ganska tätbefolkat, med 62 invånare per kvadratkilometer. Närmaste större samhälle är Hashcheh-ye Makīneh, 4,5 km sydväst om Maksar-e Vostá. Trakten runt Maksar-e Vostá är ofruktbar med lite eller ingen växtlighet.